# Bart Schuil
Bart Schuil (Sneek, 21 april 1942) is een Nederlandse puzzelmaker en bedenker/samensteller van televisieprogramma's.

## Biografie
Bart Schuil groeide op in de Kloosterdwarsstraat in Sneek. Zijn vader werkte bij Tonnema. Schuil ging in Sneek naar de HBS-A en deed de lerarenopleiding Nederlands aan de Fryske Akademy. Op zijn twintigste ging hij in militaire dienst en bleef daarna in Amsterdam wonen. Schuil vond werk bij Uitgeverij Het Spectrum, de Arbeiderspers en daarna bij Ryam, uitgever van onder andere schoolagenda's. In 1969 ontmoette hij Jan Meulendijks, een journalist voor de Geïllustreerde Pers die in 1968 was begonnen als puzzelmaker. De twee mannen waren op slag verliefd. Ze gingen samenwonen en samenwerken in een pand aan de Amsterdamse Singelgracht. Het duo leverde puzzels aan De Volkskrant en twee andere Nederlandse kranten.

### Televisie
Meulendijks ging in 1968 met zijn spelconcept voor Eén Horizontaal naar de NCRV, die enthousiast was en er kwam een televisieproductie. Er waren eind jaren '60 nauwelijks spelconcepten voorhanden. In Eén Horizontaal kon via de telefoon worden meegespeeld. De televisiekijkers moesten een woord vormen van door elkaar gehusselde letters. Na dit succes begon Meulendijks voor zichzelf, en door de klik met Schuil ging het duo verder met tv-spelletjes bedenken en produceren. Samen richtten zij een productiebedrijfje op; WIN-producties. In het begin leverden ze alleen ideeën aan voor de televisie, maar ze produceerden de programma's steeds vaker zelf. In 1978 richtten ze WIN TV Productions op. Schuil en Meulendijks waren daarmee de eerste onafhankelijke televisieproducenten van Nederland. De programmaformats werden veel gekopieerd, waarna ze de formats vastlegden in de Verenigde Staten. Het ging hen toen financieel voor de wind.
Schuil en Meulendijks produceerden onder andere de volgende programma's:
- Wegwezen (voor autorijdende paren), gepresenteerd door Cees de Lange
- AVRO's Puzzeluur (een soort kruiswoordpuzzel op televisie met Jos Brink); hiermee wonnen ze de Televizierring
- AVRO's Wie-kent-kwis, gepresenteerd door Fred Oster
- 10 voor Taal
- Rij jij of rij ik
- Prijs je Rijk, later Prijzenslag
- Babbelonië (later gekopieerd als Wie ben ik? met André van Duin en Ron Brandsteder)
- Op goed geluk, gepresenteerd door Carry Tefsen
- Dinges
- Zevensprong
- Einstein

In België verschenen:
- Topscore
- Denksportkampioen

De rechten van sommige programma's, zoals Babbelonië en 10 voor Taal, zijn ook verkocht aan buitenlandse producenten.
In 1998 verkochten Schuil en Meulendijks hun tv-productiebedrijf aan Endemol en begonnen een antiekhandel. De uitgeverij van puzzelboekjes werd verkocht aan VNU (Keesing).
Schuil organiseert in zijn Amsterdamse Staetshuys literaire avonden en klassieke concerten. Hij zit ook in het bestuur van de Opera Spanga. In 2007 is hij getrouwd met Jan Meulendijks. Ze werden als eerste homospan geridderd door koningin Beatrix voor hun verdiensten.

### Uitgaven
als co-auteur:
- Het grote Crypto woordenboek
- Cryptoniemen
- Het nieuwe cryptowoordenboek
- Anagrammenwoordenboek
- Herexamen
- Tien voor Taal
- Vreemd Nederlands
- Het leukste uit Dinges
- Nog meer leuks uit Dinges
- Topscore woordenmaat
- Doe nu zelf Herexamen
- Spreekwoordelijk Nederlands